# Jiangjun (socken i Kina, Shandong)
Jiangjun (kinesiska: 将军, 将军街道) är en socken i Kina. Den ligger i provinsen Shandong, i den östra delen av landet, omkring 85 kilometer öster om provinshuvudstaden Jinan.
Genomsnittlig årsnederbörd är 769 millimeter. Den regnigaste månaden är juli, med i genomsnitt 284 mm nederbörd, och den torraste är januari, med 7 mm nederbörd.